# ORCID
ORCID (Open Researcher and Contributor ID) là một tổ chức phi lợi nhuận được hỗ trợ bởi các tổ chức nghiên cứu, các nhà xuất bản, các nhà tài trợ, các hiệp hội chuyên nghiệp và các bên liên quan khác trong giới nghiên cứu trên toàn thế giới. Website https://orcid.org hỗ trợ cung cấp số định danh, các thông số nghiên cứu, các bản thảo khoa học quan trọng và liên kết giữa các hoạt động chuyên môn của nhà nghiên cứu với ORCID để đảm bảo các sản phẩm nghiên cứu của các nhà khoa học luôn được công nhận.

## Khái quát
Một nhà khoa học mặc dù có thể có rất nhiều đồng góp học thuật nhưng đôi khi rất khó tiếp cận và nhận biết do hầu hết các tên cá nhân không phải là duy nhất và do đó nhiều người cùng tên có thể đóng góp vào cùng một lĩnh vực học thuật, thậm chí từ cùng một cơ quan công tác. Hơn nữa, tên có thể thay đổi (chẳng hạn như đổi tên khi kết hôn), ngoài ra có sự khác biệt về văn hóa ở từng quốc gia cũng như tạp chí trong các quy ước đặt tên, các tạp chí sử dụng không nhất quán chữ viết tắt của tên, hậu tố tên và chữ viết tắt tên đệm và sử dụng các hệ thống chữ viết khác nhau.
ORCID được xây dựng nhằm mục đích giải quyết vấn đề này, nó cung cấp một danh tính liên tục cho con người, tương tự như mã số thuế, và được tạo cho các thực thể liên quan đến nội dung kỹ thuật số bằng mã nhận dạng đối tượng kỹ thuật số (DOI).
Tổ chức ORCID, ORCID Inc., cũng đề nghị những người dùng đã đăng ký duy trì "một 'sơ yếu lý lịch kỹ thuật số' được cập nhật liên tục, cung cấp hình ảnh về những đóng góp của họ cho khoa học vượt xa danh sách xuất bản đơn giản", do ORCID lưu trữ, được biên tập bởi người dùng.

## Mã định danh
Mã ORCID iD có thể coi là số định danh nhà khoa học. Về mặt hình thức, ORCID iD được chỉ định là một đường dẫn URI, Ví dụ: ORCID iD cho Josiah S. Carberry (một giáo sư hư cấu có iD được sử dụng trong các ví dụ và thử nghiệm) là https://orcid.org/0000-0002-1825-0097 (cả giao thức https:// và http:// đều được hỗ trợ và trở thành chuẩn vào tháng 11 năm 2017). Tuy nhiên, một số nhà xuất bản sử dụng mẫu ngắn, ví dụ: "ORCID: 0000-0002-1825-0097" (dưới dạng URN).
ORCID iD là một tập hợp con của Mã định danh tên tiêu chuẩn quốc tế (ISNI), dưới sự bảo trợ của Tổ chức tiêu chuẩn hóa quốc tế (ISO 27729) và hai tổ chức đang hợp tác. ISNI sẽ xác định duy nhất những người đóng góp cho sách, chương trình truyền hình và báo chí và đã dành riêng một dải số nhận dạng để ORCID sử dụng, trong phạm vi từ 0000-0001-5000-0007 đến 0000-0003-5000-0001. Do đó, một người có thể có cả ISNI và ORCID iD một cách hợp pháp - thực tế là hai ISNI.
Cả ORCID và ISNI đều sử dụng số nhận dạng 16 ký tự, sử dụng các chữ số 0-9 và được phân tách thành các nhóm bốn người bằng dấu gạch ngang. Ký tự cuối cùng, cũng có thể là chữ cái "X" đại diện cho giá trị "10" (ví dụ: ORCID iD của Stephen Hawking là https://orcid.org/0000-0002-9079-593X), phù hợp với tiêu chuẩn ISO/IEC 7064: 2003.